# ヘテロ核リボ核タンパク質
ヘテロ核リボ核タンパク質またはヘテロ核リボヌクレオタンパク質（英: heterogeneous nuclear ribonucleoprotein (particle)、略称: hnRNP）は、細胞核に存在するRNAとタンパク質の複合体、またはこうした複合体を形成するタンパク質を指す。hnRNPは、遺伝子の転写やその後の新生RNA鎖（pre-mRNA）の転写後修飾に関与する。pre-mRNAに結合したタンパク質の存在は、pre-mRNAのプロセシングがまだ完了しておらず、そのため細胞質への輸送の準備が整っていないことを示すシグナルとして機能する。成熟したRNAの大部分は比較的迅速に核から搬出されるため、核内の大部分のRNA結合タンパク質はhnRNPとして存在する。スプライシングが起こった後もタンパク質はイントロンに結合したままであり、分解の標的となる。
hnRNPは自身の核局在化配列を持っているため、主に核内に存在する。いくつかのhnRNPは細胞質を核を往復するが、hnRNP特異的抗体による免疫蛍光顕微鏡解析によると、これらのタンパク質は核質に局在しており、核小体や細胞質にはほとんどみられない。これは、主な役割が新たに転写されたRNAに結合することであるためであると考えられる。高分解能の免疫電子顕微鏡解析ではhnRNPは主にクロマチンの境界領域に局在しており、そこでこうした新生RNA鎖にアクセスしている。
hnRNP複合体に関与するタンパク質には、hnRNP Kやポリピリミジントラクト結合タンパク質（PTB）などがある。PTBはプロテインキナーゼAによるリン酸化によって調節され、スプライソソームがポリピリミジントラクトへアクセスすることを防ぐことで、特定のエクソンでのRNAスプライシングの抑制を担う:326。また、hnRNPはスプライソソームのアクセスを制御することで特定のスプライス部位を強化したり阻害したりする。結合したhnRNP間の協調的な相互作用によって特定のスプライシングの組み合わせが促進され、また他の組み合わせは阻害される。

## 細胞周期とDNA損傷における役割
hnRNPは特定の細胞周期を制御するタンパク質のリクルート、スプライシング、共調節によって、細胞周期のいくつかの面に影響を与える。細胞周期の制御におけるhnRNPの重要性は、その機能の喪失によってさまざまな一般的ながんが引き起こされることからも示される。多くの場合、hnRNPによる誤った調節は主にスプライシングのエラーによるものであるが、一部のhnRNPは新生RNA鎖に対する作用だけでなくタンパク質自身のリクルートやガイドも担っている。

### BRCA1
hnRNP CはBRCA1とBRCA2の主要な調節因子である。hnRNP Cは電離放射線照射に応答してDNA損傷部位に部分的に局在し、欠失した場合にはS期の進行に異常が生じる。さらに、hnRNP Cを喪失している場合にはBRCA1とBRCA2のレベルは低下する。BRCA1とBRCA2は重要ながん抑制遺伝子であり、その変異は乳がんに関与していることが強く示唆されている。特にBRCA1はCHEK1シグナル伝達カスケードを介してDNA損傷に応答し、G2/M期での細胞周期の停止を引き起こす。hnRNP CはRAD51やBRIP1を含む他のがん抑制遺伝子の適切な発現にも重要である。hnRNPは、これらの遺伝子を介して行われる、電離放射線によるDNA損傷に応答した細胞周期の停止の誘導に必要である。

### HER2
HER2は乳がんの20–30%で過剰発現しており、一般的に予後の悪さと関係している。HER2の異なるスプライスバリアントは異なる機能を持つことが示されている。hnRNP H1のノックダウンは、発がん性バリアントであるΔ16HER2の量を増加させることが示されている。HER2はサイクリンD1とp27の上流の調節因子であり、過剰発現はG1/S期チェックポイントの調節異常をもたらす。

### p53
hnRNPはp53と協調的なDNA損傷応答にも関与している。hnRNP Kは電離放射線によるDNA損傷後に迅速に誘導される。hnRNP Kはp53と協調的にp53標的遺伝子の活性化を誘導し、細胞周期チェックポイントを活性化する。p53自身は重要ながん抑制因子であり、"the guardian of the genome"という異名でも知られる。hnRNP Kとp53との密接な関係は、DNA損傷制御における重要性を示している。
p53は、lincRNA（large intergenic noncoding RNA）と呼ばれる、タンパク質に翻訳されない多くのRNAも調節している。p53の抑制はしばしばこうした多数のlincRNAによって行われ、hnRNP Kを介して作用することが示されている。hnRNP Kはこうした分子との物理的な相互作用によって、p53依存的な転写経路の重要な抑制因子として作用する。

## 機能
hnRNPは次のような細胞内のさまざまな過程に関与している。
1. pre-mRNAが他のタンパク質との相互作用を妨げる可能性のある二次構造へフォールディングすることの防止
2. スプライシング装置との相互作用
3. mRNAの核外への輸送

pre-mRNAとhnRNPとの結合は相補的領域での塩基対形成による短い二次構造の形成を防ぎ、他のタンパク質がpre-mRNAにアクセスできるようにしている。

### CD44の調節
hnRNPはスプライシング機構を介して、細胞表面の糖タンパク質であるCD44を調節することが示されている。CD44は細胞間相互作用に関与し、細胞接着や遊走過程に機能している。CD44のスプライシングとその結果生じるアイソフォームは乳がんでは異なるものとなっており、hnRNP A1をノックダウンすることで細胞の生存と浸潤性の双方が低下する。

### テロメア
いくつかのhnRNPはテロメアと相互作用する。テロメアは染色体の末端を保護しており、細胞の寿命と関係していることが多い。hnRNP DはテロメアのGリッチリピート領域と結合し、おそらくテロメアの増幅を阻害する二次構造を形成しないよう安定化している。
hnRNPはテロメラーゼとも相互作用することが示されている。テロメラーゼはテロメアを伸長し、分解を防いでいる。hnRNP C1/C2はテロメラーゼRNA要素と結合し、テロメアへアクセスする能力を向上させている。

## 関連文献
- “Protein kinase A phosphorylation modulates transport of the polypyrimidine tract-binding protein”. Proc. Natl. Acad. Sci. U.S.A. 100 (15):  8776–81. (July 2003). doi:10.1073/pnas.1432696100. PMC 166389. PMID 12851456.
- “The hnRNP Family: Insights into Their Role in Health and Disease”. Human Genetics 135 (8):  851–67. (August 2016). doi:10.1007/s00439-016-1683-5. PMC 4947485. PMID 27215579.
- “Specific binding of heterogeneous ribonucleoprotein particle protein K to the human c-myc promoter, in vitro”. J. Biol. Chem. 268 (24):  18249–58. (August 1993). PMID 8349701.
- Watson, James D. (2004). Molecular biology of the gene. San Francisco: Pearson/Benjamin Cummings. pp. ch. 9 and 10. ISBN 978-0-8053-4635-0